# Bockholm (öster om Åselholm, Iniö)
Bockholm är en ö i Finland. Den ligger i Skärgårdshavet och i kommunen Pargas i landskapet Egentliga Finland, i den sydvästra delen av landet. Ön ligger omkring 56 kilometer väster om Åbo och omkring 210 kilometer väster om Helsingfors.
Öns area är 7,1 hektar och dess största längd är 390 meter i nord-sydlig riktning. Ön höjer sig omkring 10 meter över havsytan. I omgivningarna runt Bockholm växer i huvudsak barrskog.